# Pierre Brassau

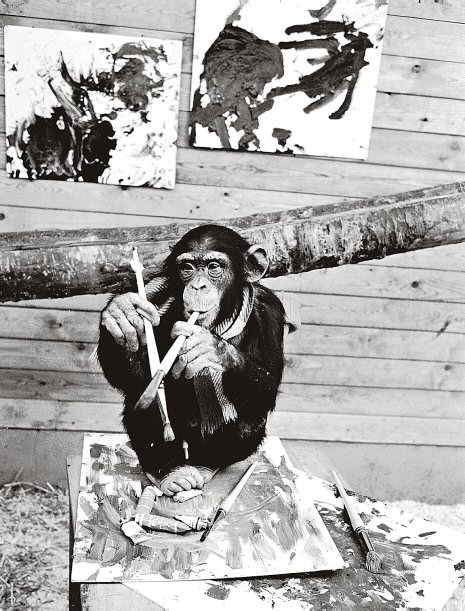
Peter (pseudonim „Pierre Brassau”) w 1964 roku

Pierre Brassau – szympans wykorzystany do mistyfikacji popełnionej w 1964 roku przez Åke „Dacke” Axelssona, dziennikarza szwedzkiego tabloidu Göteborgs-Tidningen. Axelsson wpadł na pomysł wystawienia serii obrazów wykonanych nie przez człowieka, ale przez innego przedstawiciela naczelnych, podając przy tym informację jakoby były dziełem wcześniej nieznanego francuskiego artysty nazwanego „Pierre Brassau”. Dziennikarzowi chodziło o sprawdzenie, czy krytycy są w stanie odróżnić prawdziwą awangardową sztukę współczesną od dzieła szympansa.
„Pierre Brassau” był w rzeczywistości czteroletnim szympansem zwyczajnym o imieniu Peter ze szwedzkiego zoo Borås djurpark. Axelsson namówił siedemnastoletniego opiekuna Petera, żeby dał szympansowi pędzel i farby. Kiedy Peter stworzył kilka obrazów, Axelsson wybrał najlepsze cztery i zorganizował wystawę w Gallerie Christinae w Göteborgu. Krytycy chwalili obrazy. Rolf Anderberg z Göteborgs-Posten napisał: „Brassau maluje silnymi pociągnięciami, ale również z wyraźną determinacją. Pociągnięcia jego pędzla zakręcają z wściekłą drobiazgowością. Pierre jest artystą, który działa z delikatnością baletnicy”.
Po tym, jak oszustwo zostało ujawnione, Rolf Anderberg utrzymywał, że dzieła Petera/Pierre’a były „w dalszym ciągu najlepszymi obrazami na wystawie”. Prywatny kolekcjoner kupił jeden z obrazów za 90 USD (odpowiednik około 600 USD w 2008 roku).
W 1969 roku Peter został przeniesiony do Chester Zoo w Anglii.